# Meredith Monk
Meredith Jane Monk, född 20 november 1942 i New York, är en amerikansk kompositör, regissör, filmmakare, koreograf och sångare. Sedan 1960-talet har hon skapat olika konstnärliga multiföreställningar som kombinerar musik, teater och dans. Genom samarbetet med ECM Records har ett flertal skivor getts ut, från 1960-talet och framåt. Hon är främst känd för sina vokala innovationer, vilka hon först utvecklade som soloartist innan hon formade sin egen ensemble.

## Verk

### Instrumentella verk
- Paris för solopiano (1973)
- Acts from under and above Ellis Island for two pianos (1986)
- Window in 7's för solopiano (1986)
- Parlour Games för två pianon (1988)
- Phantom Waltz för två pianon (1990)
- St. Petersburg Waltz för solopiano (1994)
- Steppe Music för solopiano (1997)
- Clarinet Study #4, för solo-klarinett (1999)
- Cello Study #1 för solo-cello och sång (1999)
- Trumpet Study #1 for solo-trumpet (1999)
- Possible Sky för orkester och sång för New World Symphony, 2003)
- Stringsongs för stråkkvartett av Kronos Quartet, 2004)

### Vokala verk
- 16 Millimeter Earrings för sång, gitarr och tonband (1966)
- Juice: A Theater Cantata för 85 sångare, mungiga och två violinister (1969)
- Vessel: An Opera Epic för 75 sångare, elektronisk orgel, hackbräde och dragspel (1971)
- Our Lady of Late för solosång och vinglas (1972)
- Quarry: An Opera för 38 sångare, 2 harmonium, 2 sopranblockflöjter (1976)
- Songs from the Hill för solosång (1976)
- Tablet for four voices, fyrhändigt piano och två sopranblockflöjter (1976)
- Dolmen Music för 6 sångare, cello, slagverk (1979)
- The Games för 16 sångare, synth, keyboard, flamländska säckpipor, kinesiska horn och rauschpfeife (1983)
- Astronaut Anthem för kör a cappella (1983)
- Panda Chant II för kör a cappella (1984)
- Book of Days för 25 sångare, synthesizer, piano eller sju sångare, synth (1985). Utgiven av ECM
- Scared Song, för solosång, synth och piano (1986)
- I Don't Know, för solosång och piano (1986)
- Atlas: An Opera in Three Parts för 18 sångare och kammarorkester (1991)
- Three Heavens and Hells för 4 sångare (1992)
- Volcano Songs (Solo) för solosång, inspelad sång och piano (1994)
- Star Trek: Envoy för regi och uppsättning i Den-Kai/Krikiki Ensemble (1995)
- The Politics of Quiet för 10 sångare, 2 keyboard, horn, violin, psalterium (1996)
- Magic Frequencies för 6 sångare, 2 keyboard, slagverk (1999)
- Eclipse Variations för 4 sångare, esraj, sampler, inspelat med omgivande ljud av Starkland
- Mercy för 6 sångare, 2 keyboard, slagverk, ett flertal blåsinstrument och violin (2001)
- When There Were Work Songs för vokalensemble (2002, inspelat av Western Wind Vocal Ensemble)
- Last Song för solosång och piano (2003)
- Impermanence för 8 sångare, piano, keyboard, marimba, vibrafon, slagverk, violin, flera blåsinstrument, cykelhjul (2005)
- Night för kör och orkester (1996/2005)
- Songs of Ascension för vokalensemble och stråkkvartett (2006, beställd av Kronos Quartet, med Ann Hamilton)
- Weave för soloröster, kör och orkester (2010, beställd av Grand Center Inc och Los Angeles Master Chorale)

## Diskografi
- Key (Increase Records, 1971 / Lovely Music, 1977 and 1995)
- Our Lady of Late (Minona Records, 1973 / wergo, 1986)
- Songs from the Hill/Tablet (wergo, 1979)
- Dolmen Music (ECM, 1981)
- Turtle Dreams (ECM, 1983)
- Do You Be (ECM, 1987)
- Book of Days (ECM, 1990)
- Facing North (ECM, 1992)
- Atlas: An Opera in Three Parts (ECM, 1993)
- Volcano Songs (ECM, 1997)
- mercy (ECM, 2002)
- Impermanence (ECM, 2008)
- Beginnings (Tzadik, 2009), compositions from 1966 to 1980
- Songs of Ascension (ECM, 2011)

## Filmografi
- 1993 – The Sensual Nature of Sound: 4 Composers – Laurie Anderson, Tania León, Meredith Monk, Pauline Oliveros. Directed by Michael Blackwood.
- 1983 – Four American Composers "Meredith Monk." Directed by Peter Greenaway.
- 1996 – Speaking of Dance: Conversations With Contemporary Masters of American Modern Dance.  No. 22: Meredith Monk.  American Dance Festival. Directed by Douglas Rosenberg.